# Port Trevorton
Port Trevorton és una concentració de població designada pel cens dels Estats Units a l'estat de Pennsilvània. Segons el cens del 2000 tenia 451 habitants.

## Demografia
Segons el cens del 2000, Port Trevorton tenia 451 habitants, 166 habitatges, i 118 famílies. La densitat de població era de 63,3 habitants/km².
Dels 166 habitatges en un 32,5% hi vivien nens de menys de 18 anys, en un 59,6% hi vivien parelles casades, en un 7,8% dones solteres, i en un 28,9% no eren unitats familiars. En el 25,9% dels habitatges hi vivien persones soles el 12% de les quals corresponia a persones de 65 anys o més que vivien soles. El nombre mitjà de persones vivint en cada habitatge era de 2,72 i el nombre mitjà de persones que vivien en cada família era de 3,32.
Per edats la població es repartia de la següent manera: un 30,2% tenia menys de 18 anys, un 9,5% entre 18 i 24, un 27,1% entre 25 i 44, un 21,7% de 45 a 60 i un 11,5% 65 anys o més.
L'edat mediana era de 33 anys. Per cada 100 dones de 18 o més anys hi havia 92,1 homes.
La renda mediana per habitatge era de 38.158 $ i la renda mediana per família de 40.625 $. Els homes tenien una renda mediana de 31.458 $ mentre que les dones 19.167 $. La renda per capita de la població era de 12.363 $. Entorn del 6,5% de les famílies i el 9,3% de la població estaven per davall del llindar de pobresa.

## Poblacions més properes
El següent diagrama mostra les poblacions més properes.